# Liste der Kulturdenkmäler in Laubach (Hunsrück)
In der Liste der Kulturdenkmäler in Laubach sind alle Kulturdenkmäler der rheinland-pfälzischen Ortsgemeinde Laubach aufgeführt. Grundlage ist die Denkmalliste des Landes Rheinland-Pfalz (Stand: 27. Oktober 2023).

## Einzeldenkmäler
| Bezeichnung                    | Lage                                    | Baujahr      | Beschreibung                                                                        | Bild                           |
| ------------------------------ | --------------------------------------- | ------------ | ----------------------------------------------------------------------------------- | ------------------------------ |
| Evangelische Kirche            | Kastellauner Straße 10 Lage             | 1858         | spätklassizistischer Saalbau, romanisierende Motive, bezeichnet 1858                | weitere Bilder Fotos hochladen |
| Backhaus mit Brunnen           | Kastellauner Straße, hinter Nr. 27 Lage | 1836         | Backhaus mit Brunnen, Bruchsteinbau, bezeichnet 1836; Dorfbrunnen mit Pyramidaldach | Fotos hochladen                |
| Katholische Kirche St. Stephan | Koblenzer Straße 8 Lage                 | 1868–70      | dreischiffige, neugotische Halle, 1868–70                                           | weitere Bilder Fotos hochladen |
| Tanzsaal                       | Koblenzer Straße, zu Nr. 20 Lage        | 1920er Jahre | eingeschossiger Putzbau, 1920er Jahre                                               | BW                             |